# Parcul Vladimir Florea din Suceava

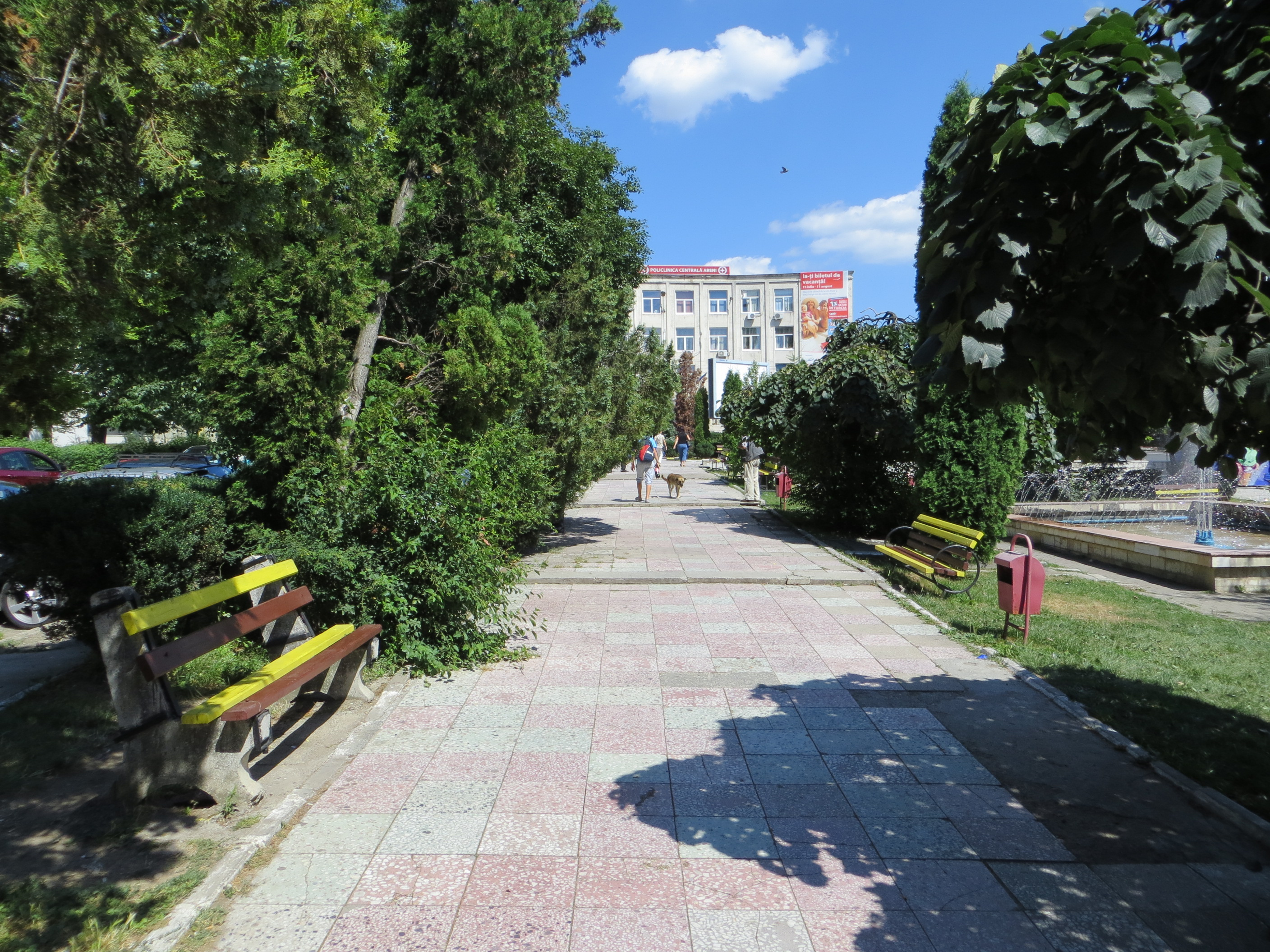
Parcul Vladimir Florea din Suceava

Parcul Vladimir Florea (cunoscut și sub numele Parcul Policlinicii) este un parc amenajat în municipiul Suceava, în fața Policlinicii Areni din cartierul cu același nume.

## Așezare
Parcul Vladimir Florea constituie un spațiu verde de formă dreptunghiulară, cuprins între bulevardul 1 Mai (la sud), strada Mărășești (la vest) și strada Mihai Viteazul (la nord și la est). Parcul este localizat în cartierul Areni, în fața policlinicii județene înființate în anul 1962. În apropierea parcului se găsesc Primăria Municipiului Suceava, Parcul Universității și Stadionul Areni.
După anul 2000, Parcul Policlinicii a primit numele sculptorului sucevean Vladimir Florea (1922–1984), care a locuit într-o casă din strada Ion Creangă nr. 10. Cu toate acestea, în continuare localnicii folosesc adesea vechea denumire a parcului.

## Monumente
În centrul parcului există o fântână arteziană de formă dreptunghiulară. În vecinătatea estică parcului, în spațiul verde din fața policlinicii, a fost amplasată statuia „Bucuria vieții”, realizată de Vladimir Predescu în anul 1977 din piatră de calcar șlefuită. Conform altor surse, autorul lucrării este sculptorul Dimitrie Căilean.
În partea sudică a parcului, la bulevardul 1 Mai, se află trei blocuri cu arhitectură identică, pe fațada fiecăruia fiind amplasate în anul 1967 câte un mozaic parietal, cu tematicile „Primăvara”, „Nunta” și „Vânătoarea”, ce pot fi observate din interiorul parcului.

## Imagini

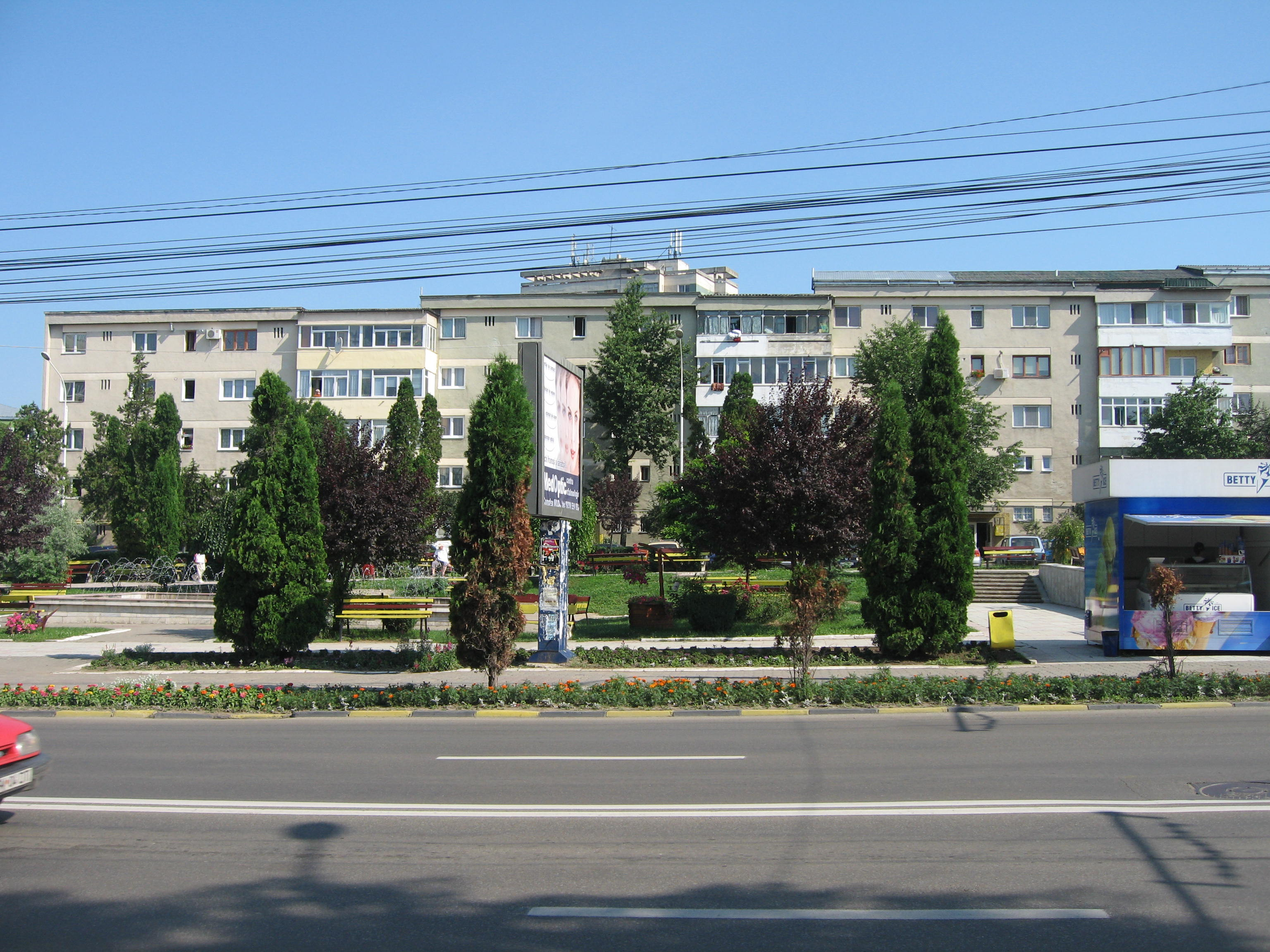
Parcul Vladimir Florea
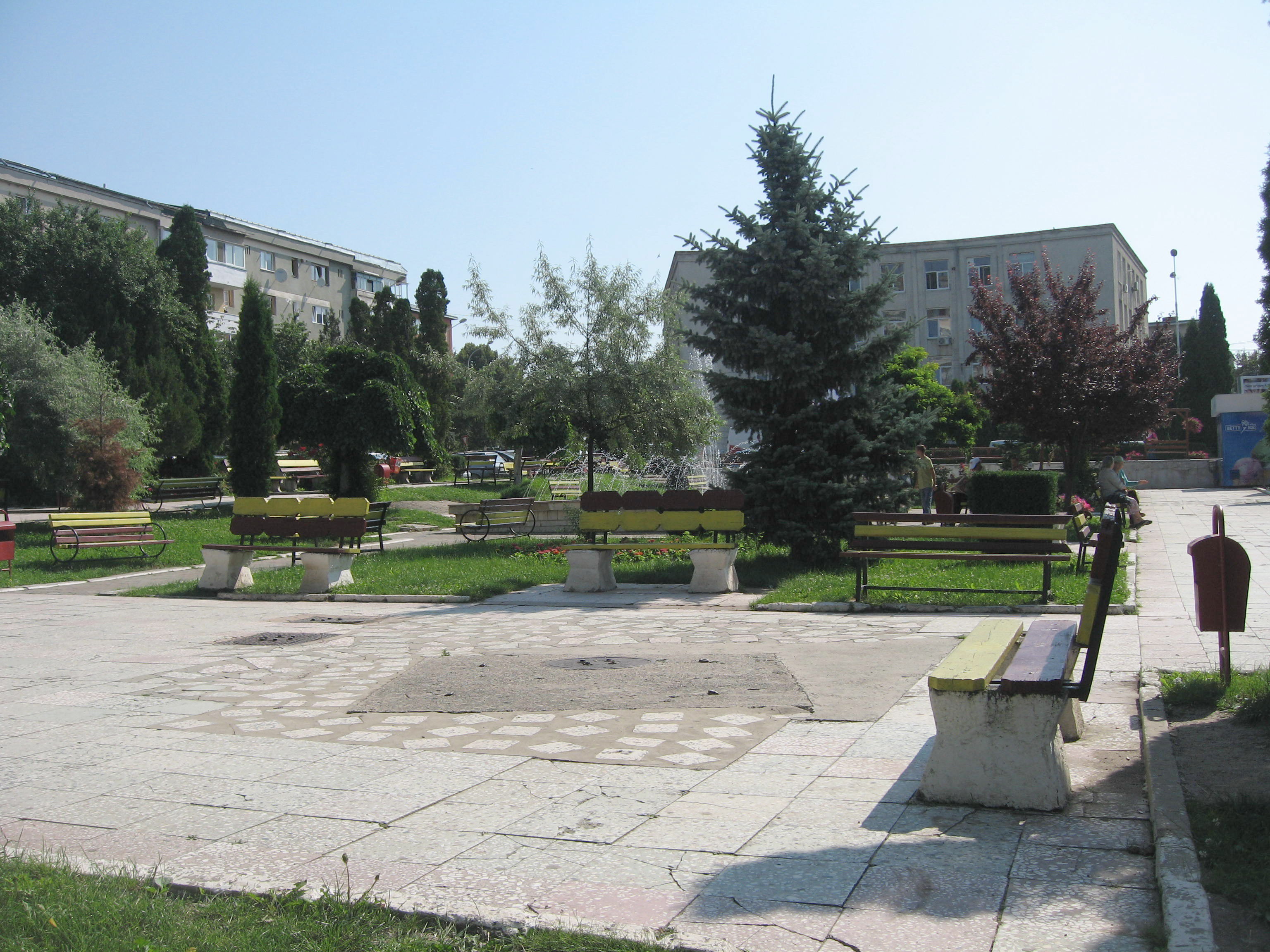
Parcul Vladimir Florea
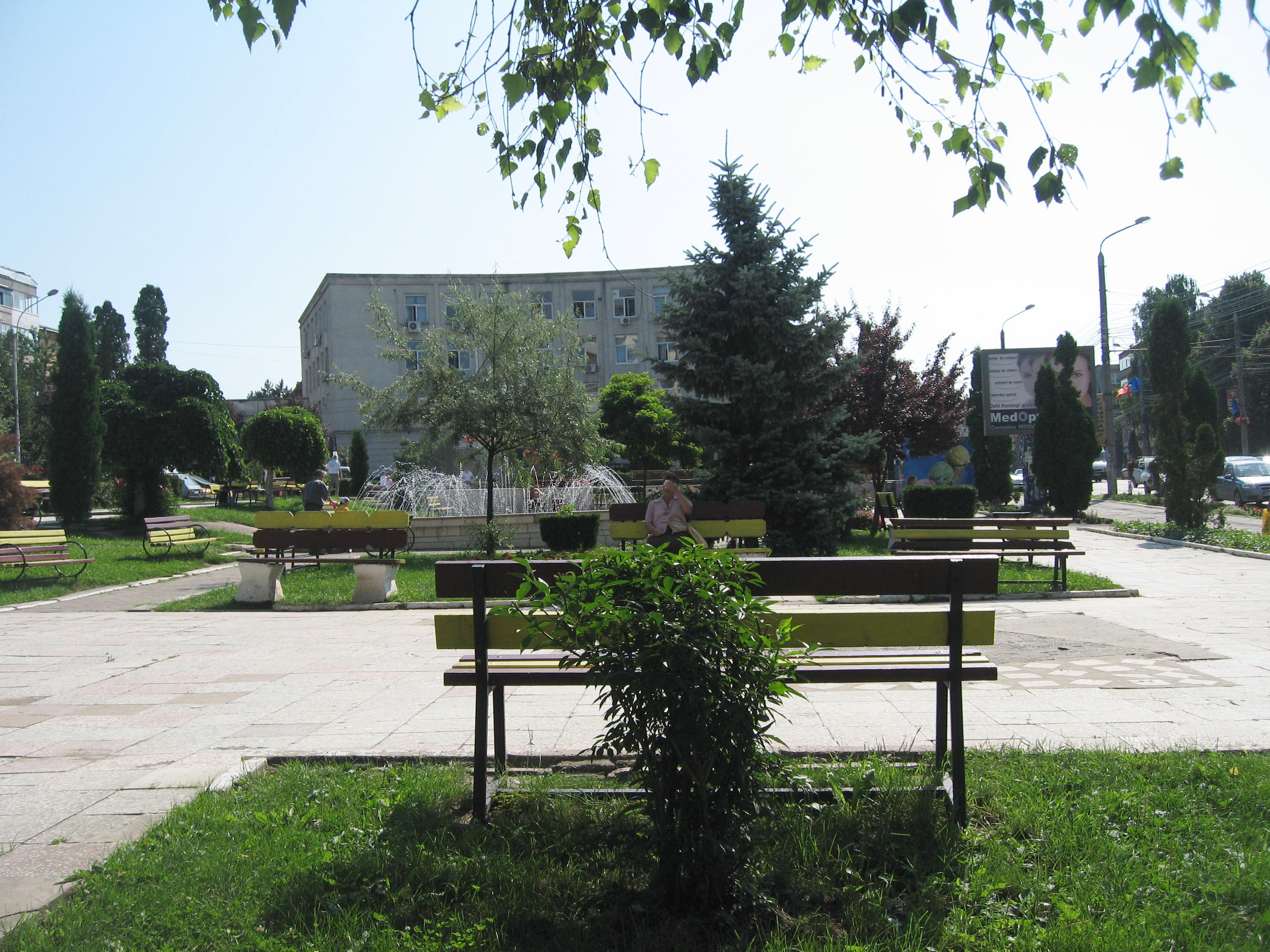
Parcul Vladimir Florea
Statuia „Bucuria vieții”